# Алішахадна Сутан Такдір
Алішахадна Сутан Такдір (11 листопада 1908–1994) був індонезійським письменником та філологом.
Син імама і директора школи. Народився у м. Натал в Центральній Суматрі. Спочатку навчався в місцевій школі. Потім закінчив Педагогічний коледж. 1926 року став членом Національного молодіжного конгресу. Викладав у старших класах у 1928—1930 роках. 1933 року заснував літературний журнал «Пуджанга Бару» («Новий письменник»). У 1937—1942 роках здобув юридичну освіту.
1942 року увійшов до Мовної комісії Республіки Індонезія, але невдовзі був арештований японцями. Після оголошення незалежності у 1945—1950 роках очолював відновлену Мовну комісію. 1945 року члев членом індонезійського парламенту. У 1946—1948 роках викладав в Університеті Індонезія, 1950—1958 роках — Національному університеті (обидва в Джакарті), 1956—1958 роках — Університеті Андаласа в Паданзі. 1957 року стає членом Конституційної асамблеї.
1959 року залишив країну, невдаволений політикою президента Сукарно. Викладав у Східнозахідному відділенні Гавайського університету. 1963 року перебрався до Малайзії, де став  професором Університету Малая в Куала-Лумпурі. 1968 року повертається до Індонезії, де стає ректором Національного університету.

## Творчий доробок
У віці 16 року став писати статті для журналу «Молода Суматра». У віці 21 році випустив перший роман. Його відомі романи: «Серед безперервного нещастя» (1929 року), «Невгасимий світильник» (1932 року), «Розгорнуті вітрила» (1936 року; роман, що про боротьбу за емансипацію індонезійських жінок), «Дівчинка в розбійницькому гнізді» (1940 року) та збірка віршів «Розірвані хмари» (1936 року). Також він був автором книг: «Мова Індонезії» (1933 року) та «Нова граматика індонезійської мови» (томи 1 та 2, 1949—1950 роки).
Є автором «Словника наукових термінів» (1945 рік), «Нової індонезійської граматики» (перевидавалася 37 разів). З 1950 року видав численні праці з індонезійської мови. 1974 року склав працю щодо філогенетичної еволюції людини.